# Victoria Nulandová

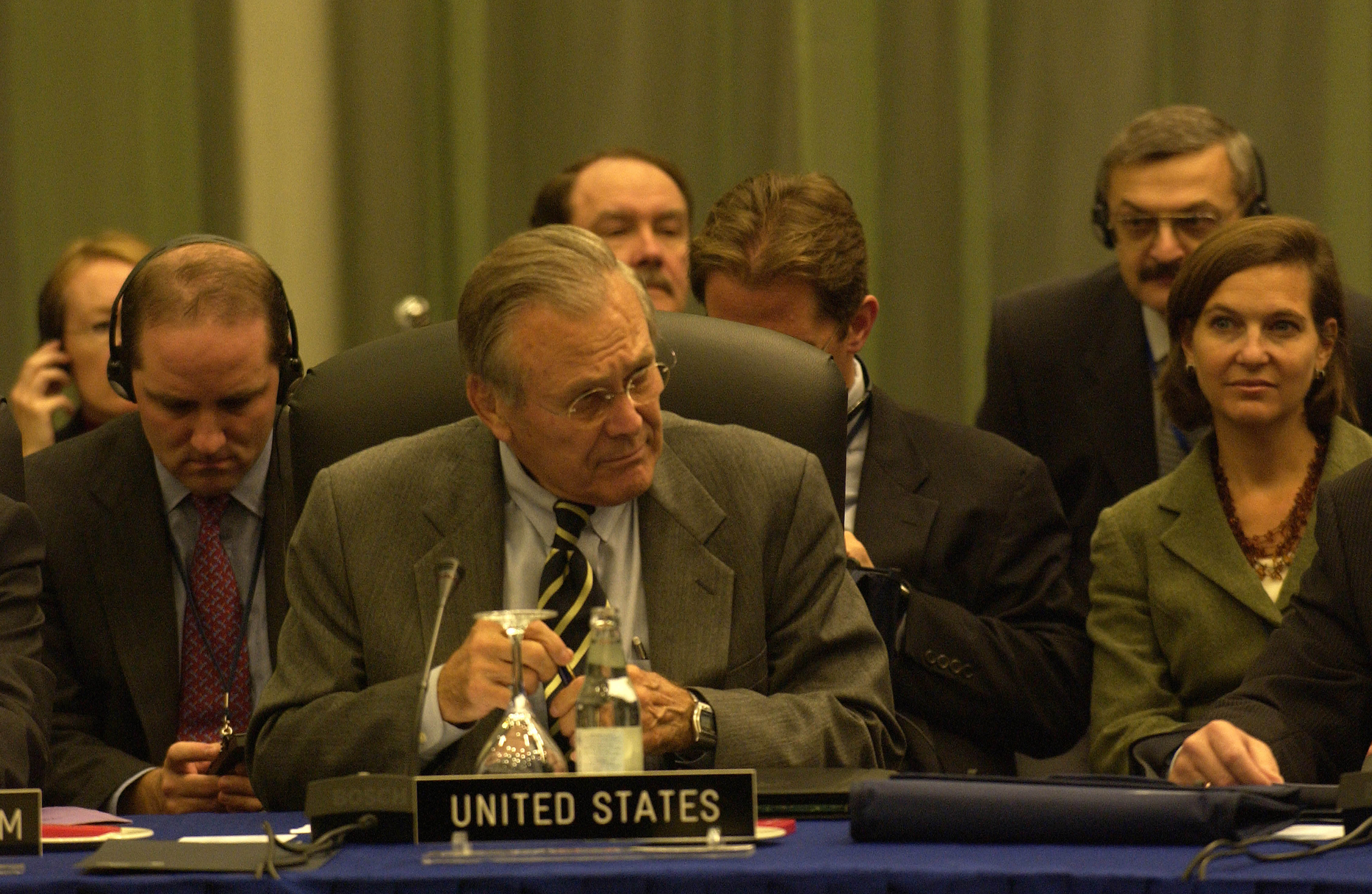
Ministr obrany Donald Rumsfeld a Victoria Nuland během konzultací NATO-Ukrajina ve Vilniusu, 2005

Victoria Jane Nulandová, nepřechýleně Victoria Nuland (* 1. července 1961, New York, Spojené státy), je americká diplomatka a politička. Od 29. července 2023 do 5. února 2024 zastávala funkci úřadující první náměstkyně ministra zahraničí Antonyho Blinkena (acting deputy secretary of state). Jedná se o druhou nejvyšší funkci na ministerstvu zahraničí, pro jejíž neomezené vykonávání je nutné potvrzení Senátem Spojených států, které však Nulandová do své rezignace neobdržela. Před svým povýšením sloužila od 3. května 2021 jako Senátem potvrzená náměstkyně ministra zahraničí pro politické záležitosti (under secretary of state for political affairs).

## Život a vzdělání
Victoria Nuland je dcera Sherwina B. Nulanda, chirurga židovského původu, jehož předkové pocházeli z Východní Evropy. Rodinné příjmení znělo do roku 1947 Nudelman, teprve její otec Sherwin je změnil na Nuland. Její matka Rhona McKhann, rozená Goulston, je britského a křesťanského původu. Její prarodiče Meyer a Vitsche Nudelmanovi byli ortodoxní Židé z Bessarábie. Emigrovali do Spojených států na počátku 20. století, když Bessarábie ještě patřila k Ruskému impériu.
Má bakalářský titul z Brown University, který získala v roce 1983. Studovala obory ruská literatura, politologie a dějiny.
Je vdaná, jejím manželem je historik a politolog Robert Kagan, který působí na Brookings Institution. Mají spolu dvě děti, Elenu a Davida.

## Politická a diplomatická kariéra

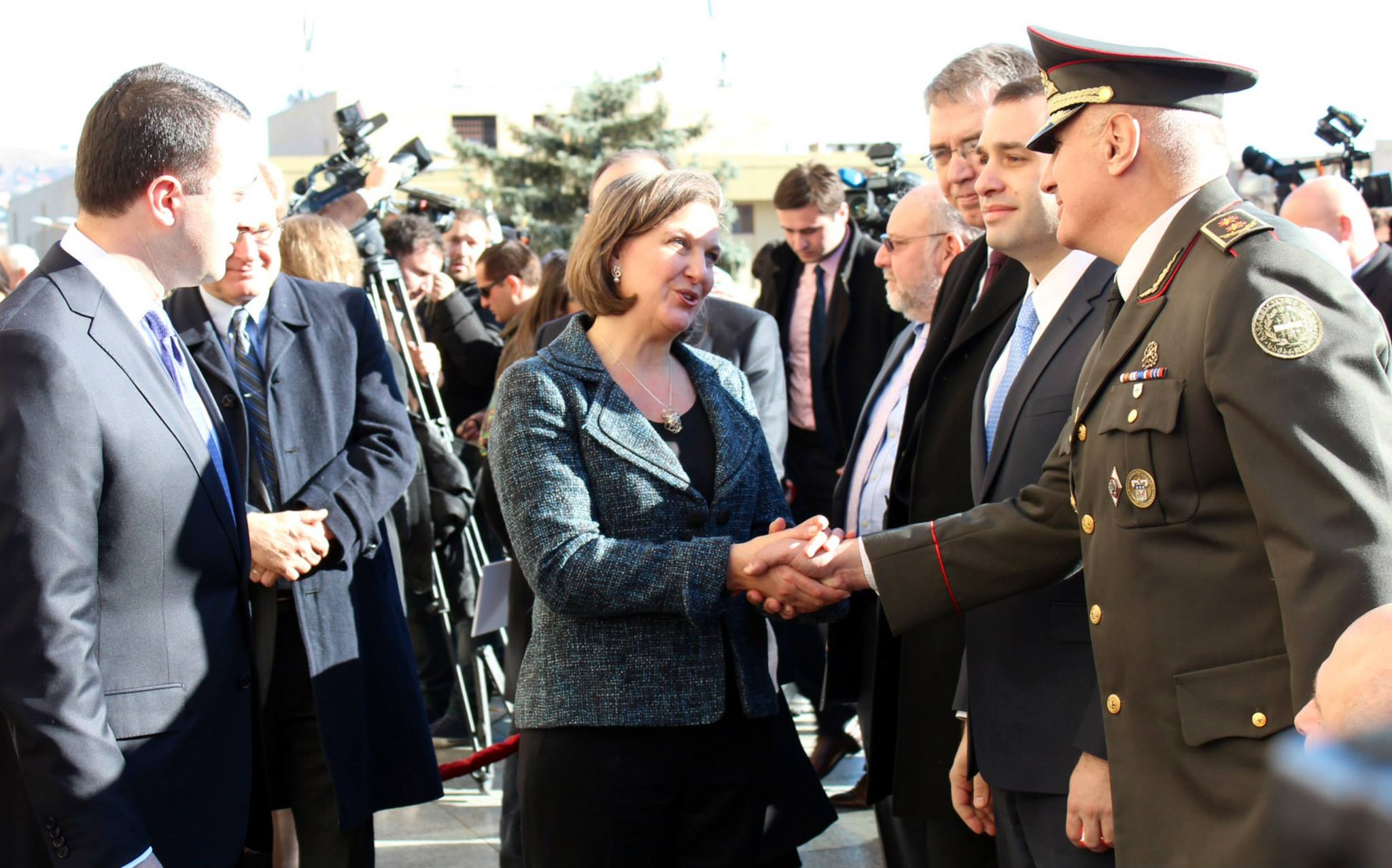
Asistentka ministra obrany Victoria Nuland při setkání s vedením gruzínského ministerstva obrany, 6. prosince 2013

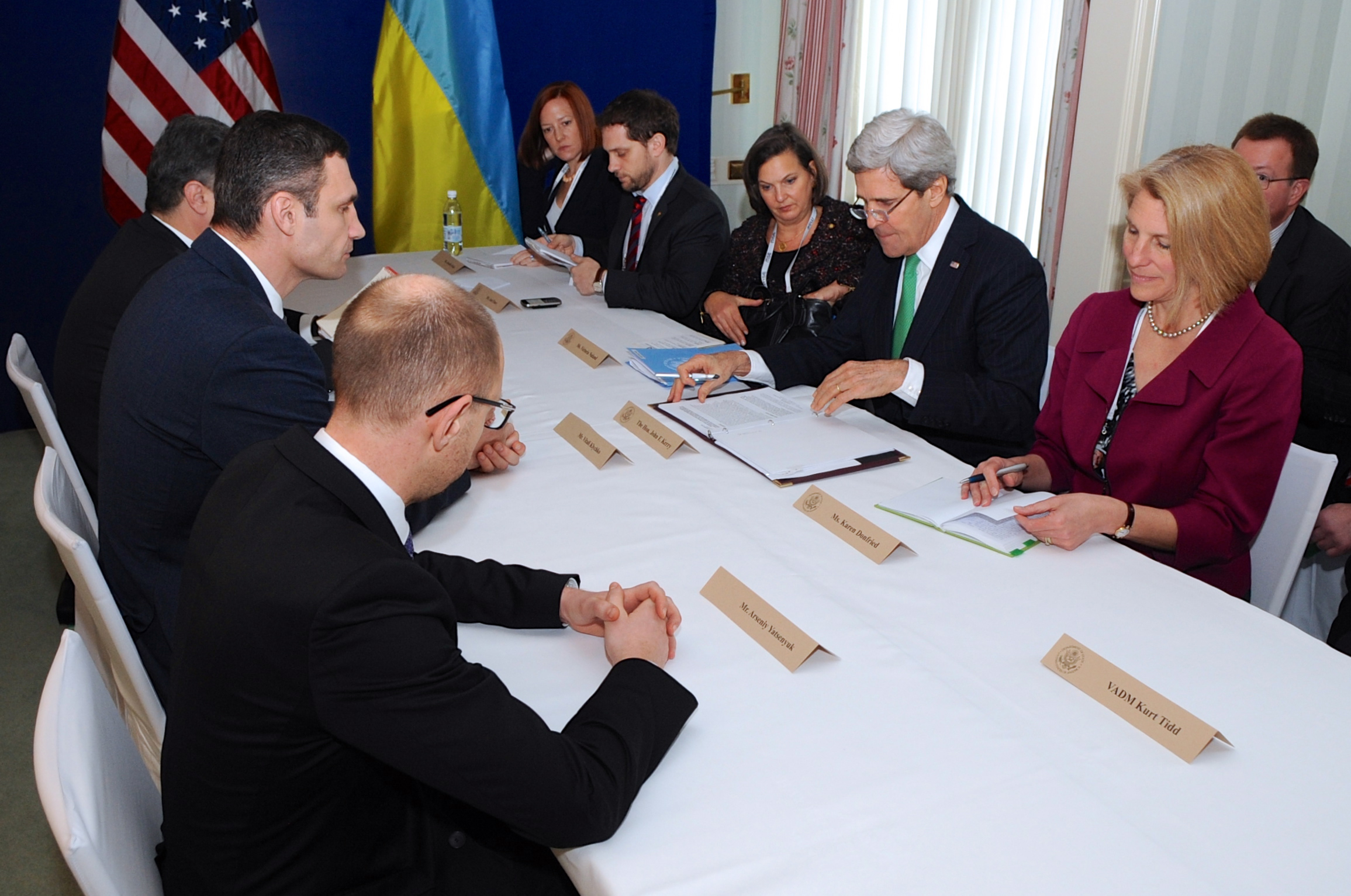
Ministr zahraničí John Kerry a Victoria Nuland s opozičními politiky Ukrajiny Petrem Porošenkem, Arsenijem Jaceňukem a Vitalijem Kličkem, Mnichov, 1. února 2014

### Clintonova administrativa
Mezi lety 1993 a 1996, během vlády Billa Clintona, byla Victoria Nuland vedoucí štábu zástupce ministra zahraničí Strobea Talbotta, načež se v jeho štábu stala zastupující ředitelkou pro sovětské záležitosti.

### Bushova administrativa
V letech 2003 až 2005 sloužila Victoria Nuland jako hlavní poradkyně pro zahraniční politiku viceprezidenta USA Dicka Cheneyho, přičemž měla značný vliv na americkou politiku během války v Iráku. Posléze, mezi lety 2005 až 2008, v průběhu druhého prezidentství George W. Bushe, působila jako americká velvyslankyně u Severoatlantické aliance (NATO) v Bruselu, kde se zaměřila na mobilizaci podpory Evropské unie a dalších evropských států pro intervenci NATO v Afghánistánu.

### Obamova administrativa

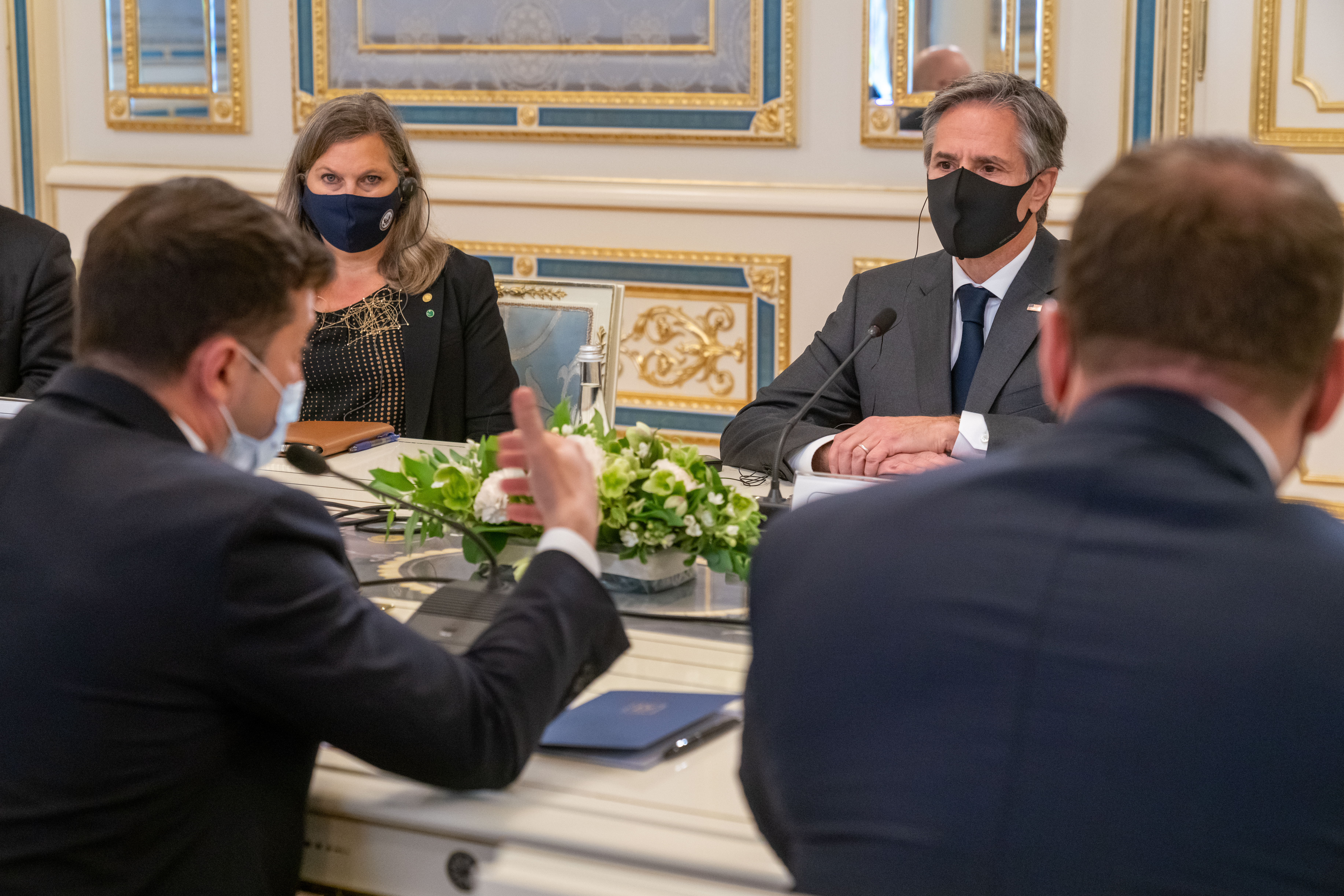
Victoria Nulandová s ukrajinským prezidentem Volodymyrem Zelenským a americkým ministrem zahraničí Antonym Blinkenem v květnu 2021

Po nástupu Baracka Obamy do funkce prezidenta Spojených států byla Victoria Nuland v létě 2011 jmenována zvláštní velvyslankyní pro Smlouvu o konvenčních ozbrojených silách v Evropě. Posléze se stala mluvčí ministerstva zahraničí.
Dalším stupněm její kariéry byla nominace na asistentku ministra zahraničí pro evropské a euroasijské záležitosti, kterou podal prezident Barack Obama v květnu 2013. Po schválení její nominace zahraničním výborem Senátu Spojených států složila přísahu dne 18. září 2013. V této funkci měla na starosti diplomatické vztahy s 50 státy Evropy a Euroasie a také s NATO, Evropskou unií a Organizací pro bezpečnost a spolupráci v Evropě (OBSE).
Během ukrajinského povstání proti vládě ukrajinského prezidenta Viktora Janukovyče vystupovala veřejně na podporu tohoto protestního hnutí. V prosinci 2013 prohlásila ve své řeči před US–Ukraine Foundation, že Spojené státy vydaly od roku 1991 kolem 5 miliard dolarů na podporu programů pro budování demokracie na Ukrajině. Ruská vláda použila tento její výrok k tvrzení, že je důkazem pro americké inscenování revoluce na Ukrajině.
Dne 28. ledna 2014 vedla rozhovor s velvyslancem USA na Ukrajině Geoffreym Pyattem, který byl následně uveřejněn na YouTube. Nulandová a Pyatt probírali spolu možné složení ukrajinské vlády. Nulandová navrhla Arsenije Jaceňuka jako vhodného kandidáta na post ukrajinského premiéra, kterým se Jaceňuk posléze skutečně stal. K roli Evropské unie (EU) při řešení politické krize na Ukrajině prohlásila nediplomaticky: „Fuck the EU“ (zhruba „vys..me se na EU“).
Jako náměstkyně ministra zahraničí USA pro evropské a euroasijské záležitosti se Victoria Nulandová během své návštěvy Prahy 18. června 2015 sešla s českými představiteli a za USA vedla s českou stranou jednání strategického dialogu. V jeho rámci se diskutovalo na témata bezpečnostní situace v Evropě, vztahů s Ruskem, podpory Ukrajině, Transatlantické dohody o volném obchodu (TTIP) a energetické bezpečnosti v Evropě. Nulandová jednala s českým ministrem zahraničí Lubomírem Zaorálkem, vicepremiérem a ministrem financí Andrejem Babišem, zahraničněpolitickým poradcem prezidenta Miloše Zemana Hynkem Kmoníčkem a se zástupci neziskových organizací.

### Bidenova administrativa
Dne 5. ledna 2021 byla uveřejněna zpráva, že zvolený prezident USA Joe Biden nominuje Victorii Nulandovou jako náměstkyni ministra zahraničí pro politické záležitosti, přičemž již bylo známo, že se ministrem má stát Antony Blinken. Po potvrzení Senátem Spojených států započala Nulandová svou práci v nové funkci na ministerstvu zahraničí dne 3. května 2021.
Při slyšení v Kongresu Spojených států na začátku roku 2023, tedy po zničení plynovodu Nord Stream 2 prohlásila Nulandová: „Já sama jsem, a myslím také Bidenova administrativa je, vděčná za to, že víme, že Nord Stream 2 je nyní hromada kovu na dně moře.“
Dne 7. srpna 2023 navštívila Nulandová africký stát Niger. V jeho hlavním městě Niamey jednala s představiteli vojenské junty, která uchopila moc v této zemi. Jak sdělila televize CNN, za nigerskou stranu se setkání zúčastnili šéf armádního štábu Moussa Salao Barmou a tři další důstojníci. Nulandová později označila tyto více než dvouhodinové rozhovory jako „velmi otevřené a chvílemi velmi obtížné“.
Ministr zahraničí Blinken oznámil 5. března 2024, že Victoria Nulandová odejde ze služeb ministerstva. Nulandová zprvu doufala, že bude definitivně potvrzena ve funkci první náměstkyně ministra zahraničí, kterou vykonávala jako dočasně úřadující náměstkyně, avšak prezident Joe Biden dne 1. listopadu 2023 na toto místo nominoval diplomata Kurta M. Campbella. Campbellova nominace byla téhož dne odeslána do Senátu Spojených států, kde byla 6. února 2024 potvrzena poměrem hlasů 92 ku 5. Campbell složil přísahu a ujal se funkce dne 12. února 2024.
Po svém odchodu z ministerstva zahraničí začala Nulandová již v březnu 2024 přednášet mezinárodní politiku na School of International and Public Affairs Kolumbijské univerzity v New Yorku.